# Verbandsgemeinde Schweich an der Römischen Weinstraße
La comunità amministrativa di Schweich an der Römischen Weinstraße (Verbandsgemeinde Schweich an der Römischen Weinstraße) si trova nel circondario di Treviri-Saarburg nella Renania-Palatinato, in Germania.

## Comuni
Fanno parte della comunità amministrativa i seguenti comuni:
| Comune, città                    | Sup. (km²) | Abitanti |
| -------------------------------- | ---------- | -------- |
| Bekond                           | 3,81       | 987      |
| Detzem                           | 5,56       | 617      |
| Ensch                            | 6,83       | 474      |
| Fell                             | 15,73      | 2 502    |
| Föhren                           | 9,79       | 3 037    |
| Kenn                             | 3,88       | 2 859    |
| Klüsserath                       | 11,70      | 1 100    |
| Köwerich                         | 2,31       | 389      |
| Leiwen                           | 12,71      | 1 615    |
| Longen                           | 0,97       | 116      |
| Longuich                         | 8,82       | 1 365    |
| Mehring                          | 22,37      | 2 468    |
| Naurath (Eifel)                  | 5,18       | 348      |
| Pölich                           | 3,20       | 435      |
| Riol                             | 6,31       | 1 266    |
| Schleich                         | 1,59       | 243      |
| Schweich, città                  | 31,09      | 7 940    |
| Thörnich                         | 2,49       | 217      |
| Trittenheim                      | 10,10      | 1 068    |
| VG Schweich an der Röm. Weinstr. | 164,50     | 29 046   |

(Abitanti al 31 dicembre 2021)